# 十年一品溫如言 (電影)
《十年一品温如言》（英語：Ten years of loving you），是一部于2022年上映的愛情青春電影，改編自「書海滄生」的同名小說。由丁禹兮、任敏、李澤鋒領銜主演，王川、許童心、丁楠、漆昱辰聯合主演，辛雲來特別出演，電影講述男女主角言希和溫衡以及他們的親朋好友在十年間深深的羈絆和細水長流的感情，定於2022年2月14日正式上映。本片上映后收到了普遍负评。本片在第十四届金扫帚奖上垄断五大奖项，包括“最令人失望影片”、“ 最令人失望导演”、“最令人失望编剧”奖项，男主因本片表现收获“最令人失望男演员”，女主凭本片和另一部电影《我是真的讨厌异地恋》收获“最令人失望女演员”。

## 電影歌曲
| 演員姓名 | 角色名稱 | 介绍                                                                                               |
| 丁禹兮   | 言希     | 原在美國生活回家時遇到溫衡，展開與溫衡的寄住生活，因父母離異內心孤寂及敏感。                       |
| 任敏     | 溫衡     | 溫家親生女兒，養父母姓云，高一時被溫家找回但因某些原因寄住在言希家，是溫暖、寬容、內心堅韌的孩子。 |
| 李澤鋒   | 顧飛白   | 後溫衡的師兄與男友。                                                                               |
| 王川     | 辛達夷   | 豪爽單純耿直傻樂真誠仗義。是大家的開心果。                                                         |
| 许童心   | 溫思爾   | 因小時候溫衡失蹤被溫家領養與溫衡一樣大的女孩。是寵壞的溫家公主。                                   |
| 丁楠     | 温思莞   | 溫家哥哥，睿智儒雅，後幫言希瞞住溫衡。                                                             |
| 漆昱辰   | 小五     | 溫衡好朋友也是溫思莞的未婚妻。                                                                     |
| 辛雲來   | 陸流     | 言希在美國的朋友，幫著言希在美國的一切。                                                           |

| 曲序 | 曲目                   |              | 作曲         | 演唱   | 时长 |
| ---- | ---------------------- | ------------ | ------------ | ------ | ---- |
| 1.   | 十年如煙（主題曲）     | 唐漢霄       | 唐漢霄       | 郁可唯 | 4:45 |
| 2.   | 陪你（推廣曲）         | 余佳運       | 余佳運、根寶 | 余佳運 | 4:40 |
| 3.   | 我想用力忘記你（插曲） | 王瑩、唐漢霄 | 唐漢霄       | A-Lin  | 4:25 |

## 外部鏈接
- 十年一品溫如言的新浪微博
- 豆瓣电影上《十年一品溫如言》的資料 （简体中文）